# Багрем
Багрем (лат. Robinia pseudoacacia) је листопадно дрво која припада роду Robinia. Пореклом је из југоисточног дела САД, али је ареал ове врсте проширен на Северну Америку, Европу и Азију. У неким подручјима се сматра инвазивном врстом.

## Опис биљке
Листопадно дрво које може бити високо  до 25 (35) метара, али је углавном средње висине 12-18 метара. Стабло је најчешће пречника 30-76 центиметара мада може бити и знатно дебље. На отвореном станишту стабло је криво и грана се већ на 3-5 метара висине, док је у састојинама правилнијег хабитуса и грана се на већим висинама. Младе гране су црвенкасто-браон, расту у цикцак положају и имају два велика и оштра трна у бази листова, који касније опадају. Крошња је светла, е ретким гранама, на отвореном простору округласта или неправилна, а у састојинама има обрнуто конуси облик. Кора је у младости гкатка и светлосила до браон, да би касније добила тамнобраон до црвенкасто-браон боју с дубоким и неправилно уздужно испуцалим браздама жуто-браон боје. Осовински корен продире до већих дубина (5-7 метара), а накнадно се гранају добро развијени и плитки бочни коренови, због чега ова врста лако везује растреситу подлогу разгранатим кореновим системом, који се простире директно испод површине. На сувом земљишту гранатост кореновог система у ширини превазилази гранатост стабла.
Листови су наизменично постављени, дуги 10-45 центиметара, непарно перасто сложени, са 7-24 листића који су елипсоидни до јајасти, 3-5 центиметара дуги и 1-2,5 центиметара широки, наизменично распоређени на кратким дршкама, светлозелене до сиво-зелене боје лица и плаво-зелене боје наличја. Листићи могу да мењају свој положај у односу на степен осунчаности: при јакој светлости стоје паралелно са сунчевим зрацима, при просечној управно на њих, а при ниском осетљењу висе надоле. Лисне дршке су длакаве.
Цвасти су гроздасте, длакаве, често дуже од 20 центиметара, састављене од 15-20 цветова у пазуху листова. Цветови се налазе на густо длакавим дршкама дугим 8-10 милиметара, крупни су и мирисни, облика лептира, беле или бледоружичасте боје. Чашица је звонаста и длакава, састоји се од 5 режњева и дуга је 5-6 милиметара, док је круница дуга 15-20 милиметара, зигоморфна и бела. Цвета од маја до јуна и опрашују је инсекти, углавном пчеле. Почиње да цвета рано у животном циклусу, око треће године.
Плод је гола, спљоштена, издужена, тамнобраон махуна, која пуца уздужно и у себи носи 4-10 семена, која се расејавају ветром, дуга је преко 10 центиметара, широка око 2 центиметара, на краткој петељци. Плодоноси у септембру и октобру, а плодови сазревају током јесени, отварају се на дрвету и тамо остају током зиме, док се семе постепено расејава ветром све до априла. Стопа клијавости семена је ниска, али оно може задржати клијавост и преко 10 година. Почиње обилно да плодоноси око шесте године, најобилније од 15. до 40. године, а престаје после 60.
Може да се размножава семеном, али је много чешће вегетативно размножавање, када изданци расту с корена или стабла, поготово ако је оно озлеђено или сасечено. Из кореновог система ниче велики број изданака, којима матично дрво формира око себе колоније клонова, чиме се спречава успостављање и ширење аутохтоне вегетације. Вегетативно размножавање је могуће резницама корена (дужине 5-8 центиметара) и нешто теже, резницама дрвенастих грана сакупљених у зиму или рано пролеће (15-30 центиметара цужине и 1-2 центиметара пречника).

## Порекло врсте
Врста води порекло из Северне Америке.
У Европу је донет као декоративно дрво почетком XVII века, прво у Француску и Велику Британију, одакле се раширио на све европске земље. Врло бзро се шири и заузима велике површине, доводећи до повлачења и нестанка аутохтоне флоре и вегетације. Инвазивност проистиче из следећих карактеристика: интензивна фотосинтеза, брзо клијање семена, брз раст клијанаца и екстензиван коренов систем с којег се вегетативним размножавањем формирају нови изданци. Након оштећења и резања, вегетативна репродукција се појачава. Повећана концентрација угљен-диоксида доприноси интензивном расту, што је нарочито изражено у урбаним условима. Опојан мирис цветова и нектара даје багрему предност у компетицији за опрашиваче.

## Ареал
У Северној Америци расте у Пенсилванији, на Апалачким планинама до северне Џорџије, у јужном Илиноису, југозападној Индијани и Арканзасу. У Европу је први пут унесена у Француску, почетком 17. века.

## Распрострањење у Србији и станиште
Врста је у Србији широко распрострањена.
Багрем расте на различитим стаништима и једна је од најтолерантнијих дрвенастих врста према условима климе и земљишта. Преферира влажна растресита, дубока и плодна песковита земљишта. Добро подноси екстремне услове станишта као што су суша, мраз, аерозагађење, висока инсолација или концентрација соли у земљишту. Температурни опсег за ову врсту је од -12 °C до 40 °C, мада је забележен и опстанак на -35 °C. Ипак екстремно ниске температуре оштећују биљку, као и већа суша. У природном ареалу, у оквиру хладних и толих варијација умерене климе, багрем се јавља у влажним шумама, као и у планинским шумама до 2500 метара надморске висине. С обзиром на то да је реч о врсти која ступа у симбиозу са азотофиксаторима, багрем може да расте и на врло сиромашним земљиштима, тамо где друге дрвенасте врсте не могу. Као симбиотски азотофиксатор, обогаћује околно земљиште, па се често сади као проредна култура или као ветрозаштитни појас, за шта је нарочито погодан пошто вегетативним размножавањем гради густе популације. Јавља се као агресивна пионирска врста на нарушеним стаништима или после пожара, а доминантан је и у раним стадијумима сукцесије многих аутохтоних шумских састојина. После извесног времена замењују га друге врсте, будући да је нетолерантан на засену.

## Примена
Багрем има вишеструку примену. Користи се као медоносна и украсна (парковска) врста. Сади се ради везивања земљишта (поготово песковитих), пошумљавања обешумњених терена, у борби против ерозије (у бујичним подручјима), у ветрозаштитним појасевима, ради обогаћивања земљишта азотом, на деградираним површинама ради рекултивације (нарочито добри резултати добијени су на депонијама пепела и јаловине поред рудника с површинским копом и термоелектранама). Од осушених или свежих светова багрема може се правити добар чај за смиривање желудачне киселине. Багремово дрво је веома квалитетно, чврсто и дуготрајно. Служи за добијање квалитетне  дрвене грађе и огрева, а може се употребљавати за спољашње и унутраљње конструкције (намештај, подове). Без обзира на све добробити које има за човека, треба имати на уму да је багрем инвазивна врста која лако заузима станишта аутохтоних врста и тешко се искорењује.

## Мере контроле и сузбијања
Када се једном појави на неком локалитету, веома га је тешко уклонити, првенствено због ефикасног вегетативног размножавања. Сеча или паљње не само да неће уклонити ову врсту са станишта већ ће омогућити интензивније клијање нових изданака. Ипак, континуираном сечом узаступно током неколико година смањиче се бројност популације. Младе јединке се могу ишчупати из земље, с тим да корен у потпуности буде уклоњен.
Биолошка контрола може да подразумева најзначајнијег природног непријатеља ове врсте, врсте инсеката Megacyllene robiniae (багремов сврдлаш), чије се ларве хране дрвном масом багрема, формирајући тунеле у дрвету и доводећи до пропадања целе биљке. Ту су још и две врсте инсеката које могу изазвати озбиљне штете на багрему: Odonto tadorsalis и Ecdyto lophainsiticiana.
Основна препрека контроли ширења багрема је у томе што се багрем често сади и узгаја као економски значајна врста. У Србији је средином XX века означен као једна од најчешћих дрвенастих врста у Београду и околини, где је сађен као парковска врста, у уличним дрворедима, баштама или алејама.

## Синоними
- Robinia pseudoacacia var. rectissima Raber
- Robinia pringlei Rose